# Bartosz Jurkowski
Bartosz Jurkowski (ur. 30 marca 1974 w Białymstoku) – polski piłkarz występujący na pozycji obrońcy, trener piłkarski.

## Kariera piłkarska
Jurkowski swoją karierę rozpoczął w Jagiellonii Białystok. W klubie tym w sezonie 1992/1993 zadebiutował w polskiej ekstraklasie, jak również strzelił w niej swego pierwszego gola. W 1994 roku przeniósł się do Stomilu Olsztyn i z klubem tym awansował wówczas do I ligi. W 1995 roku na rok przeprowadził się do Iławy, gdzie reprezentował barwy miejscowego Jezioraka. Następnym klubem w karierze Jurkowskiego okazała się być Amica Wronki, której koszulkę przywdziewał przez półtora sezonu. Wiosną 1998 roku ponownie znalazł się w kadrze Stomilu Olsztyn, z którym to po raz drugi rozstał się po sezonie 1999/2000. W czasie swej ponownej przygody z olsztyńskim klubem, w przeciągu dwóch sezonów zdobył 9 bramek w ekstraklasie. Udało mu się to głównie dlatego, że w Stomilu był specjalistą od wykonywania rzutów karnych. W 2000 roku klubową koszulkę Stomilu zamienił na trykot Orlenu Płock. Jednak w klubie tym występował w pierwszej jedenastce tylko w rundzie jesiennej sezonu 2000/2001. Później stracił miejsce w pierwszym składzie płockiego zespołu, by odzyskać je w 2002 roku po zmianie nazwy drużyny na Wisła Płock. Ekipę tę reprezentował przez dwa kolejne sezony. W 2004 roku Jurkowski zdecydował się na przeprowadzkę do Łęcznej, gdzie rozpoczął występy w Górniku. W kolejnych dwóch sezonach jego nazwisko systematycznie widniało w składzie meczowym drużyny ze stadionu przy Al. Jana Pawła II. Następnie grał w Lechii Gdańsk. Występował także w II-ligowym Ruchu Wysokie Mazowieckie z numerem 15 na koszulce. W 2010 grał także w A – klasowej BKS Jagiellonii Białystok, w której zakończył karierę piłkarską.

## Kariera trenerska
Od kwietnia 2010 do 2011 Bartosz Jurkowski prowadził IV ligowy Znicz Suraż. Od rundy wiosennej sezonu 2011/12 wraz Jackiem Markiewiczem prowadził III ligowy Dąb Dąbrowa Białostocka (I trener). Od czerwca 2010 roku wraz ze znanymi na Podlasiu byłymi piłkarzami Piotrem Matysem, Jackiem Markiewiczem, Dzidosławem Żuberkiem prowadzą Akademię Piłkarską „Talent”, której prezesem jest trener piłkarski i wieloletni wychowawca młodzieży Janusz Kaczmarz.
W 2019 roku Jurkowski prowadził III-ligowy Ruch Wysokie Mazowieckie.